# Rajd Azorów 2010
Rezultaty Rajdu Azorów (45. SATA Rallye Açores 2010), eliminacji Intercontinental Rally Challenge w 2010 roku, który odbył się w dniach 15 lipca - 17 lipca. Była to siódma runda IRC w tamtym roku oraz czwarta szutrowa. Bazą rajdu było miasto Ponta Delgada. Zwycięzcami rajdu została portugalska załoga Bruno Magalhães i Carlos Magalhães jadąca Peugeot 207 S2000. Wyprzedzili oni brytyjsko-irlandzką załogę Krisa Meeke i Paula Nagle'a, także jadących Peugeotem 207 S2000 oraz Finów Juho Hänninena i Mikko Markkulę w Škodzie Fabii S2000.
Rajdu nie ukończyło 16 kierowców. Rajdu nie ukończył między innymi Czech Jan Kopecký, jadący Škodą Fabią S2000, który na 19. odcinku specjalnym miał wypadek.

## Klasyfikacja ostateczna
| Miejsce                  | Zawodnik                 | Pilot                    | Samochód                  | Czas                     | Strata                   | Punkty                   |
| IRC (punktowane pozycje) | IRC (punktowane pozycje) | IRC (punktowane pozycje) | IRC (punktowane pozycje)  | IRC (punktowane pozycje) | IRC (punktowane pozycje) | IRC (punktowane pozycje) |
| ------------------------ | ------------------------ | ------------------------ | ------------------------- | ------------------------ | ------------------------ | ------------------------ |
| 1.                       | Bruno Magalhães          | Carlos Magalhães         | Peugeot 207 S2000         | 2:34:00.4                |                          | 10                       |
| 2.                       | Kris Meeke               | Paul Nagle               | Peugeot 207 S2000         | 2:35:00.5                | +1:00.1                  | 8                        |
| 3.                       | Juho Hänninen            | Mikko Markkula           | Škoda Fabia S2000         | 2:35:21.1                | +1:20.7                  | 6                        |
| 4.                       | Andreas Mikkelsen        | Ola Fløene               | Ford Fiesta S2000         | 2:38:46.0                | +4:45.6                  | 5                        |
| 5.                       | Ricardo Moura            | Sancho Eiró              | Mitsubishi Lancer Evo IX  | 2:39:22.4                | +5:22.0                  | 4                        |
| 6.                       | Vítor Pascoal            | Mário Castro             | Peugeot 207 S2000         | 2:42:59.1                | +8:58.7                  | 3                        |
| 7.                       | Pedro Vale               | Rui Medeiros             | Mitsubishi Lancer Evo VII | 2:44:55.7                | +10:55.3                 | 2                        |
| 8.                       | Sérgio Silva             | Paulo Leal               | Subaru Impreza WRX STi    | 2:46:54.9                | +12:54.5                 | 1                        |

## Zwycięzcy odcinków specjalnych
| Dzień      | Odcinek | G. rozp. | Nazwa               | Długość | Zwycięzca         | Czas    | Lider rajdu                   |
| ---------- | ------- | -------- | ------------------- | ------- | ----------------- | ------- | ----------------------------- |
| 1 (15 LIP) | SS1     | 16:40    | Lagoa/Marques 1     | 14.90km | Bruno Magalhães   | 10:14.4 | Bruno Magalhães               |
| 1 (15 LIP) | SS2     | 17:19    | Coroa da Mata       | 7.50km  | Juho Hänninen     | 6:30.3  | Bruno Magalhães               |
| 1 (15 LIP) | SS3     | 17:55    | Grupo Marques 1     | 2.00km  | Andreas Mikkelsen | 1:47.3  | Juho Hänninen                 |
| 2 (16 LIP) | SS4     | 10:03    | Batalha Golfe 1     | 7.90km  | Bruno Magalhães   | 5:48.0  | Bruno Magalhães               |
| 2 (16 LIP) | SS5     | 10:38    | Feteiras 1          | 7.47km  | Jan Kopecký       | 5:48.5  | Bruno Magalhães               |
| 2 (16 LIP) | SS6     | 11:03    | Sete Cidades 1      | 18.30km | Bruno Magalhães   | 13:14.9 | Bruno Magalhães               |
| 2 (16 LIP) | SS7     | 12:57    | Batalha Golfe 2     | 7.90km  | Juho Hänninen     | 5:39.1  | Bruno Magalhães               |
| 2 (16 LIP) | SS8     | 13:32    | Feteiras 2          | 7.47km  | Kris Meeke        | 5:40.7  | Bruno Magalhães               |
| 2 (16 LIP) | SS9     | 13:57    | Sete Cidades 2      | 18.30km | Bruno Magalhães   | 13:05.9 | Bruno Magalhães               |
| 2 (16 LIP) | SS10    | 15:57    | Lagoa/Marques 2     | 14.90km | Juho Hänninen     | 10:03.8 | Bruno Magalhães               |
| 2 (16 LIP) | SS11    | 16:50    | Achada das Furnas 1 | 8.42km  | Jan Kopecký       | 6:01.2  | Bruno Magalhães               |
| 2 (16 LIP) | SS12    | 17:13    | Lomba da Maia 1     | 7.80km  | Juho Hänninen     | 4:15.1  | Bruno Magalhães               |
| 3 (17 LIP) | SS13    | 10:17    | Achada das Furnas 2 | 8.42km  | Juho Hänninen     | 5:51.6  | Bruno Magalhães Juho Hänninen |
| 3 (17 LIP) | SS14    | 10:45    | Graminhais 1        | 20.68km | odcinek odwołany  | -       | Bruno Magalhães Juho Hänninen |
| 3 (17 LIP) | SS15    | 11:33    | Tronqueira 1        | 21.94km | Bernardo Sousa    | 18:42.2 | Juho Hänninen                 |
| 3 (17 LIP) | SS16    | 13:20    | Grupo Marques 2     | 2.00km  | Juho Hänninen     | 1:46.6  | Juho Hänninen                 |
| 3 (17 LIP) | SS17    | 15:22    | Lomba da Maia 2     | 7.80km  | Juho Hänninen     | 4:15.8  | Juho Hänninen                 |
| 3 (17 LIP) | SS18    | 15:53    | Graminhais 2        | 20.68km | Jan Kopecký       | 15:29.7 | Jan Kopecký                   |
| 3 (17 LIP) | SS19    | 16:41    | Tronqueira 2        | 21.94km | Kris Meeke        | 18:35.5 | Bruno Magalhães               |